# Europæisk korthår
Europæisk Korthår, kaldet Europé er en af verdens ældste registrerede katteracer. Den forveksles ind imellem med en almindelig huskat, men hvor imod huskatten kan stamme fra både fritløbende gårdkatte og racekatteblandinger, så er européen en racekat, som er blevet opdrættet i næsten 100 år. 

## Oprindelse
Den præcise oprindelse af den europæiske korthårskat er ikke kendt. Det var oprindeligt antaget at den stammede fra den europæiske vildkat, hvilket den svenske naturforsker Carl von Linné mente var forkert. hvilket den blev støttet af den hollandsk naturforsker Coenraad Jacob Temminck.
DNA analyser viser dog også slægtskab med både den afrikanske og europæiske vildkat, samt Kinesisk ørkenkat og den Egyptisk Mau.
I Norden har man fundet tegn på tilstedeværelsen af den europæiske korthårskat omkring 200-tallet. Og det menes at katte er kommet til Europa gennem Egypten via Romerriget. Herefter har de stille og roligt bevæget sig op gennem Europa. Da den europæiske korthårskat både var mere venligsindet overfor mennesker, og en dygtigere musefanger end vildkatten, blev den hurtigt populær. Først efter anden verdenskrig begyndte man et målrettet avlsarbejde på den europæiske korthårs race.

## Beskrivelse
Den europæiske korthår har en muskuløs krop, godt og kraftigt bygget, med mellemlange ben med runde poter. Halen er forholdsvis kort, bred ved roden og tyndere i spidsen. Hovedet er relativt stort i forhold til kroppen og ansigtet giver et rundt indtryk. Den europæiske korthår er meget nysgerrig og eventyrlysten, med en udpræget smag for uafhængighed. Det er ikke ualmindeligt at de stikker af i ren nysgerrighed og der er talrige beretninger om katte der er rejst mange tusinder af kilometer. De er meget hengivne over for mennesker, hvis selskab de fleste godt kan lide. De er generelt meget godmodige med stor tålmodighed, hvilket har gjort dem til et populært familie kæledyr. Det er ikke ualmindeligt at de vælger en favorit i deres omgangskreds som de viser særlig hengivenhed, ligefrem kærlighed, overfor.